# ليئان (النادرة)
ليئان هي إحدى قرى عزلة الشرنمه العليا بمديرية النادرة التابعة لمحافظة إب، بلغ تعداد سكانها 824 نسمة حسب تعداد اليمن لعام 2004.